# Micrempis anatolica
Micrempis anatolica är en tvåvingeart som beskrevs av Chillcott 1983. Micrempis anatolica ingår i släktet Micrempis och familjen puckeldansflugor.
Artens utbredningsområde är Ontario. Inga underarter finns listade i Catalogue of Life.